# Pauline Bush
Pauline Bush (de son vrai nom Pauline Elvira Bush) est une actrice américaine née le 22 mai 1886 à Lincoln (Nebraska) et morte le 1er novembre 1969 à San Diego (Californie) d'une pneumonie.

## Biographie
Pauline Bush fut l'épouse d'Allan Dwan de 1915 à 1921, date de leur divorce.

## Filmographie
- 1911 : The Poisoned Flume
- 1911 : The Boss of Lucky Ranch
- 1911 : The Opium Smuggler
- 1911 : Strategy
- 1911 : The Sheriff's Captive
- 1911 : A California Love Story
- 1911 : A Trooper's Heart
- 1911 : A Cowboy's Sacrifice
- 1911 : A Western Dream
- 1911 : Branding a Bad Man
- 1911 : A Daughter of Liberty
- 1911 : The Witch of the Range
- 1911 : The Ranch Tenor
- 1911 : Three Daughters of the West
- 1911 : The Sheriff's Sisters
- 1911 : The Test
- 1911 : The Smoke of the .45
- 1911 : The Sheepman's Daughter
- 1911 : Rattlesnakes and Gunpowder
- 1911 : The Sage-Brush Phrenologist
- 1911 : The Elopement on Double L Ranch
- 1911 : $5000 Reward, Dead or Alive
- 1911 : Law and Order on the Bar-L Ranch
- 1911 : The Broncho Buster's Bride
- 1911 : The Cowboy's Ruse
- 1911 : The Yiddisher Cowboy
- 1911 : The Sky Pilot's Intemperance
- 1911 : The Hermit's Gold
- 1911 : A Western Waif
- 1911 : The Ranch Chicken
- 1911 : The Cowboy's Deliverance
- 1911 : The Cattle Thief's Brand
- 1911 : The Outlaw's Trail
- 1911 : The Parting of the Trails
- 1911 : Cattle, Gold and Oil
- 1911 : The Ranch Girl
- 1911 : The Brand of Fear
- 1911 : The Blotted Brand
- 1911 : Three Million Dollars
- 1911 : The Cowboy and the Artist
- 1911 : The Circular Fence
- 1911 : The Rustler Sheriff
- 1911 : The Gun Man
- 1911 : Auntie and the Cowboys
- 1911 : The Love of the West
- 1911 : The Land Thieves
- 1911 : The Lonely Range
- 1911 : The Horse Thief's Bigamy
- 1911 : The Trail of the Eucalyptus
- 1911 : The Water War
- 1911 : The Three Shell Game
- 1911 : The Mexican
- 1911 : The Last Notch
- 1911 : The Eastern Cowboy
- 1911 : The Way of the West
- 1911 : The Angel of Paradise Ranch
- 1911 : Jolly Bill of the Rocking R
- 1911 : The Ranchman's Nerve
- 1912 : The Power of Love
- 1912 : The Range Detective
- 1912 : The Distant Relative
- 1912 : Where Broadway Meets the Mountains
- 1912 : The Mormon
- 1912 : Love and Lemons
- 1912 : An Innocent Grafter
- 1912 : Society and Chaps
- 1912 : From the Four Hundred to the Herd
- 1912 : The Tramp's Gratitude
- 1912 : The End of the Feud
- 1912 : The Agitator
- 1912 : The Tell-Tale Shells
- 1912 : The Eastern Girl
- 1912 : Driftwood
- 1912 : The Haters
- 1912 : The Vengeance That Failed
- 1912 : The Foreclosure
- 1912 : The Coward
- 1912 : The Thread of Life
- 1912 : The Reward of Valor
- 1912 : The Brand
- 1912 : The Canyon Dweller
- 1912 : Cupid Through Padlocks
- 1912 : For the Good of Her Men
- 1912 : Under False Pretenses
- 1912 : The Weaker Brother
- 1912 : The Real Estate Fraud
- 1912 : The Land Baron of San Tee
- 1912 : Their Hero Son
- 1912 : A Life for a Kiss
- 1912 : The Meddlers
- 1912 : The Wooers of Mountain Kate
- 1912 : Fidelity
- 1912 : A Bad Investment
- 1912 : After School
- 1912 : The Maid and the Man
- 1912 : The Jealous Rage
- 1912 : The Marauders
- 1912 : Father's Favorite
- 1912 : The Dawn of Passion
- 1912 : The Stranger at Coyote
- 1912 : The Will of James Waldron
- 1912 : The Call of the Open Range
- 1912 : The Intrusion at Lompoc
- 1912 : The Thief's Wife
- 1912 : The Recognition
- 1912 : The Girl of the Manor
- 1912 : Loneliness of Neglect
- 1912 : The Land of Death
- 1912 : The Best Man Wins
- 1912 : The Outlaw Colony
- 1912 : Maiden and Men
- 1912 : The Heart of a Soldier
- 1912 : The Greaser and the Weakling
- 1912 : The Reformation of Sierra Smith
- 1913 : The Ways of Fate
- 1913 : The Wishing Seat
- 1913 : The Powder Flash of Death
- 1913 : Bloodhounds of the North
- 1913 : The Restless Spirit
- 1913 : Women Left Alone
- 1913 : The Wall of Money
- 1913 : An Eastern Flower
- 1913 : Love Is Blind
- 1913 : The Spirit of the Flag
- 1913 : Women and War
- 1913 : The Picket Guard
- 1913 : Jewels of Sacrifice
- 1913 : Mental Suicide
- 1913 : Man's Duty
- 1913 : The Trap
- 1913 : The Echo of a Song
- 1913 : The Animal
- 1913 : Angel of the Canyons
- 1913 : Red Margaret, Moonshiner
- 1913 : Criminals
- 1913 : Back to Life
- 1913 : In Love and War
- 1914 : The Lie
- 1914 : The Embezzler
- 1914 : The Lamb, the Woman, the Wolf
- 1914 : The Honor of the Mounted
- 1914 : Discord and Harmony
- 1914 : The Unlawful Trade
- 1914 : Her Bounty
- 1914 : The Menace to Carlotta
- 1914 : The Forbidden Room
- 1914 : The End of the Feud
- 1914 : Richelieu d'Allan Dwan
- 1914 : Remember Mary Magdalen
- 1914 : The Tragedy of Whispering Creek
- 1914 : The Hopes of Blind Alley
- 1915 : A Small Town Girl
- 1915 : The Stronger Mind
- 1916 : Accusing Evidence
- 1917 : The Mask of Love